# Bulbophyllum aubrevillei
Bulbophyllum aubrevillei là một loài phong lan thuộc chi Bulbophyllum.